# فراورده لبنی

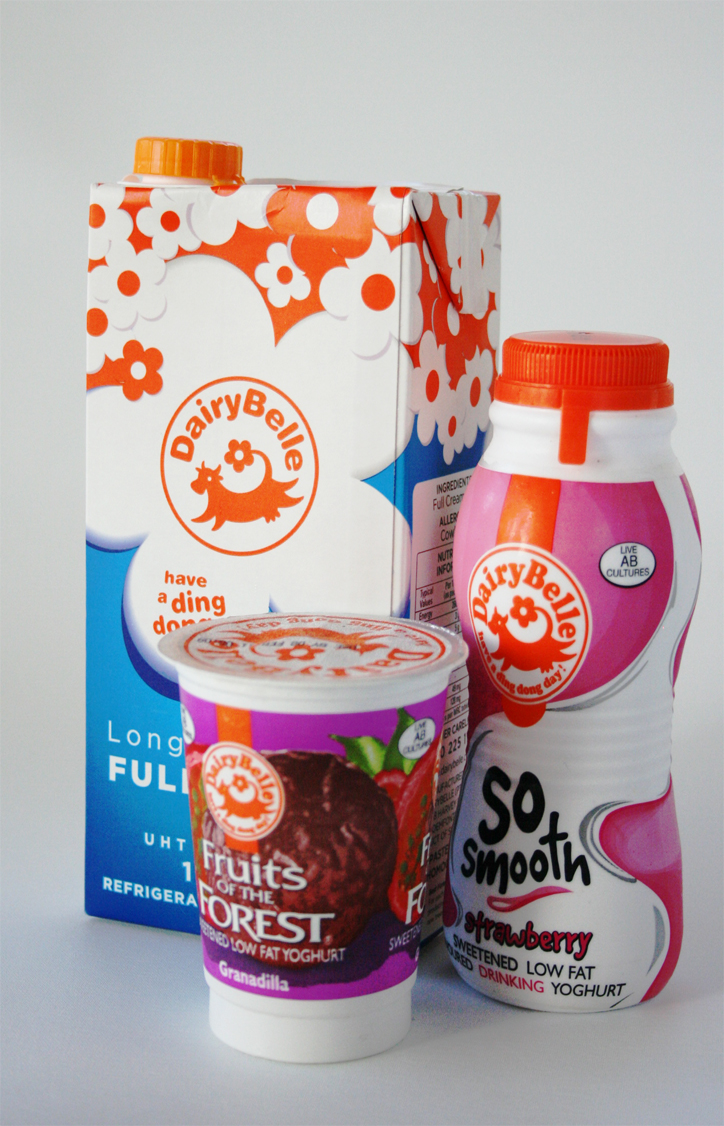
سه محصول لبنی در بسته‌بندی‌های مختلف: یک جعبه شیر با تاریخ انقضای طولانی، یک بطری ماست نوشیدنی با طعم توت فرنگی، و یک ظرف ماست با طعم پشن فروت

فَرآورده‌های شیر یا لَبَنیات به آن دسته از مواد غذایی گفته می‌شود که برپایه شیر هستند. معمولاً ماده اولیه تولید انواع لبنیات، شیر گاو است. اما گاهی از شیر دیگر پستانداران همچون بز، گوسفند، گاومیش و … نیز استفاده می‌شود. کارخانه یا مجموعه‌ای که در آن فرآورده‌های لبنی تولید می‌شود، کارخانه لبنیات یا لبنیاتی خوانده می‌شود.
فرآورده‌های لبنی می‌تواند برای افرادی که عدم تحمل لاکتوز یا آلرژی به شیر دارند مشکلاتی ایجاد کند. مصرف بی‌رویه فرآورده‌های لبنی می‌تواند باعث افزایش کلسترول و چربی‌های اشباع در بدن شده، و باعث بیماری‌های قلبی و سایر بیماری‌های خطرناک شود. برخلاف تصور عموم، مصرف لبنیات باعث تولید مخاط و تشدید علائم سرماخوردگی یا آسم نمی‌شود.

## انواع فراورده‌های لبنی
- سرشیر، چربی تجمع یافته شیر در قسمت یک دهم بالایی ترکیب
- خامه، چربی شیر است که از سرشیر گرفته می‌شود یا در روش صنعتی مستقیم از شیر خام گرفته می‌شود.
- کره، چربی شیر است که از فرایندی تحت عنوان زدن شیر به صورت مستقیم یا غیر مستقیم تولید می‌شود. دارای انواع مختلف ترش (تخمیری) و شیرین (بدون تخمیر) می‌باشد.
- پنیر، از راه مایه زدن به شیر از طریق افزودن آنزیم رنت یا اضافه کردن اسید که شیر را دَلَمه می‌کند فراهم می‌کنند. سپس این بخش دلمه شده را که جامد آبکی است با فرایند پرس از آب پنیر جدا می‌کنند. بر حسب میزان پرس انجام گرفته از گونه پنیرهای سخت، نیمه سخت، نرم تولید می‌شود. گفتنی ست روش‌های زیادی برای درست کردن پنیر هست و پنیر بر اساس گونه فرایند تولید انواع بسیار زیادی دارد.
- ماست، از راه افزودن باکتری‌های استرپتوکوک و لاکتوباسیل یا همان مایه که شیر را تخمیر می‌کند حاصل می‌شود.
- کشک، از جوشاندن دوغ و صاف کردن و خشک کردن آب آن به‌دست می‌آید.
- تَرف یا سُج یا قره قروت، خوردنی ای ترش مزه که از جوشاندن آب صاف شده کشک و خشکاندن آن به‌دست می‌آید.
- مَشکه، کره ای که از زدن ماست و جدا کردن دوغ به‌دست می‌آید، به آن کره دوغ هم می‌گویند.
- دوغ، به دو شیوه به‌دست می‌آید: ۱ آمیختن آب و ماست؛ ۲ زدن ماست و جدا کردن دوغ از مسکه (کره دوغی) که این دوغ ترش تر است.

شُور (ترکی şor) :از جوشاندن دوغ و دلمه شدن آن گرفته می‌شود
- پینو، گونه‌ای کشک است
- لور، پنیر دلمه شده سفت نشده‌است که مزه ای شیرین دارد
- آروشه، خوردنی خوشمزه که از سودن پنیر تازه در روی دیگ آتش که به روغن می‌نشیند و افزودن آرد و زردچوبه به‌دست می‌آید.
- دورده یا دووِه، باقی‌مانده ترش و شور مزه کره ای که داغ شده و روغنش جدا شده‌است.
- روغن زرد یا کرمانشاهی، روغن خالص کره که از جوشاندن کره یا مَشکه به‌دست می‌آید.
- شکر پنیر، شیرینی ای که از آمیختن آب پنیر و شکر و پختن آن فراهم می‌شود.
- بستنی، خامه ایست که به سرعت تا دمای منفی ۴۰ درجه سانتی گراد یخ بسته‌است که به آن ثعلب نیز می‌افزایند.
- شیر غنی‌شده، شیری است که با تبخیر، آب آن به کار رفته و قوام گرفته‌است؛ معمولاً به آن شکر هم می‌افزایند.
- شیر خشک، از خشک شدن صنعتی شیر به روش‌های پاششی یا تزریقی به دست می‌آید.
- خامه ترش، خامه ایست که به وسیله باکتری تخمیر و ترشیده‌است.
- کفیر، نوشابه ای خوشمزه شبیه به دوغ که از افزودن دانه‌های کفیر یا همان مایه کفیر به شیر و تخمیر شیر به وسیله مخمرها فراهم می‌شود و حدود ۵ درصد الکل دارد.

## خواص و ویژگی‌ها

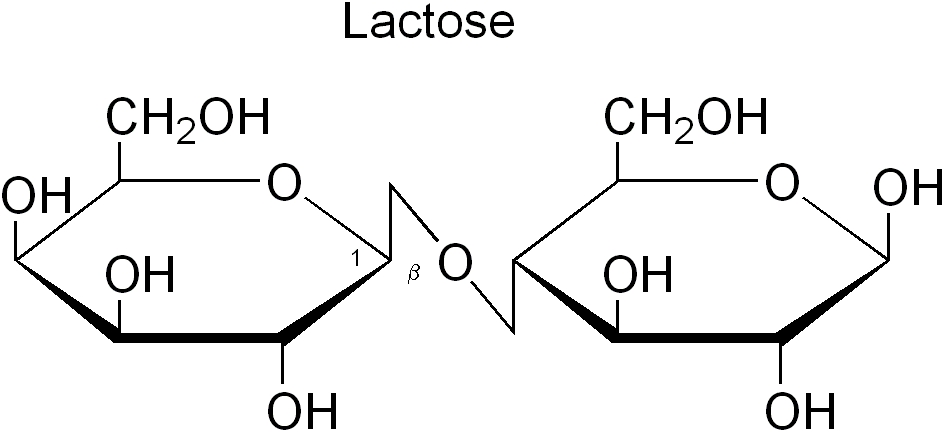
لاکتوزها

شیر مایعی سفید و غیرشفاف است. ممکن است در تابستان که گاوها در مراتع چرا می‌کنند رنگ آن مقداری به زردی متمایل شود. شیر سالم باید تمیز، با مزه ای شیرین و غلظتی همگن و عاری از هر گونه لخته باشد.
روش‌های تعیین خصوصیات شیمیایی و فیزیکی اکثر فرآورده‌های لبنی مشابه روش‌های مورد استفاده برای تعیین خواص شیر می‌باشد، برای مثال از لاکتومتر برای اندازه‌گیری چگالی مخصوص استفاده می‌شود. با این حال فرآورده‌های لبنی به روش‌های مختلفی ساخته می‌شوند. برای مثال برخی با فرایند تخمیر لاکتیکی تولید می‌شوند (مانند ماست)، و برخی دیگر با فرایندهای مکانیکی تغلیظ چربی ساخته می‌شوند (مانند کره). در بعضی از فرایندها نیز ترکیبی از فرایندهای تخمیر و بلوغ استفاده می‌شود (مانند پنیر). این فرایندها ترکیب شیمیایی و غلظت ابتدایی مواد ماکرومغذی و میکرومغذی را تغییر می‌دهند.

#### میزان پروتئین
بیشتر فرآورده‌های لبنی از شیر گاو تولید می‌شوند، که عمدتاً شامل آب و تقریباً ۴٫۸٪ لاکتوز، ۳٫۲٪ پروتئین، ۳٫۷٪ چربی، و ۰٫۱۹٪ مواد غیر پروتئینی و ۰٫۷ درصد خاکستر (Ash) می‌شود. خانواده اصلی پروتئین‌های موجود در شیر شامل کازئین‌ها، پروتئین‌های سرم شیر و ایمونوگلوبولین‌ها هستند.

#### میزان چربی
درصد چربی شیر می‌تواند از ۳٫۲٪ تا ۶٪ متغیر باشد. این اختلاف می‌تواند به دلیل استفاده از نژادهای مختلف گاوها باشد. همچنین تغذیه گاوها، نحوه مراقبت از آنها و سلامت آنها عامل‌های دیگری هستند که بر روی میزان چربی شیر تأثیر گذار هستند. چربی شیر در دمای بالای ۴۰ درجه سلسیوس به شکل مایع و در دمای زیر ۴۰ درجه هم به شکل مایع و هم به شکل جامد وجود دارد.

#### قند شیر (لاکتوز)
لاکتوز کربوهیدرات مشخصه شیر با فرمول C12H22O11 • H20 است. واکنش شیمیایی قند نشان می‌دهد که لاکتوز ساختاری زنجیری نداشته بلکه ساختار آن حلقوی است.